# Marc Guiu
Marc Guiu Paz, ou simplesmente Marc Guiu (Granollers, 4 de janeiro de 2006) é um futebolista espanhol que atua como centroavante. Atualmente, joga pelo Sunderland, emprestado pelo Chelsea.

## Carreira

### Barcelona
Nascido em Granollers, Barcelona, Catalunha, Guiu começou sua carreira no Penya Barcelonista Sant Celoni, fã-clube do Barcelona, da La Liga. Ele se juntou ao Barcelona na temporada 2013-14 e progrediu na academia La Masia, e foi convocado pela primeira vez para a equipe principal em junho de 2023, antes dos jogos de pré-temporada contra o Celta de Vigo e o adversário japonês Vissel Kobe. Guiu fez sua estreia não oficial pelo Barcelona neste último jogo, substituindo Robert Lewandowski no intervalo.
Em 11 de outubro de 2023, ele foi novamente convocado para a equipe principal para um jogo da La Liga contra o Granada, embora não tenha participado do jogo. No mesmo mês, foi eleito pelo jornal inglês The Guardian como um dos melhores jogadores nascidos em 2006 no mundo. Em 22 de outubro, Guiu fez sua estreia profissional, começando como reserva e entrando aos 34 minutos do segundo tempo, marcando o gol da vitória em 23 segundos com seu segundo toque na vitória por 1 a 0 sobre o Athletic Bilbao. Aos 17 anos e 291 dias, ele se tornou o estreante mais jovem e mais rápido a marcar pelo Barcelona na La Liga.
Guiu fez sua estreia na Liga dos Campeões da UEFA três dias depois, na vitória por 2 a 1 sobre o Shakhtar Donetsk. Ele marcou seu primeiro gol na competição e o segundo na temporada em 13 de dezembro, na derrota por 3 a 2 contra o Royal Antwerp.

### Chelsea
No dia 1º de julho de 2024, Guiu ingressou no Chelsea, clube da Premier League, por 6 milhões de euros. Ele assinou um contrato de cinco anos. Guiu usará a camisa 38, mesmo número que utilizava anteriormente no Barça.
Guiu foi relacionado para a pré temporada nos Estados Unidos, sendo titular nos dois primeiros amistosos dos Blues, contra o Wrexham, no Levi's Stadium em Santa Clara, Califórnia, e contra o Celtic, no Notre Dame Stadium, em Notre Dame, Indiana.
Guiu debutou na Premier League de 2024–25 logo no primeiro jogo, na derrota para o Manchester City, entrando aos 22 minutos do segundo tempo.
Em jogo válido pela partida de ida dos playoffs da Liga Conferência da UEFA, contra o Servette, Guiu perdeu um gol inacreditável, onde ficou livre diante do gol, mas demorou a concluir e bateu fraco, permitindo a recuperação do goleiro do time da Suíça.
Marcou seu primeiro gol pela equipe londrina no dia 7 de novembro de 2024, na goleada por 8x0 contra o Noah, da Armênia, em partida válida pela Liga Conferência da UEFA. No dia 19 de dezembro, Guiu marcou três gols no primeiro tempo contra o Shamrock Rovers, na vitória por 5 a 1 válida pela Liga Conferência da UEFA, se isolando na artilharia da competição, com seis gols em seis jogos.

#### Empréstimo ao Sunderland
Em 6 de agosto de 2025, Guiu se juntou ao Sunderland, recém-promovido para a Premier League, por um empréstimo de uma temporada.

## Seleção Espanhola

### Sub-17
Em 4 de maio de 2023, foi convocado por Julen Guerrero para o Campeonato Europeu de Futebol Sub-17 de 2023, realizado na Hungria. Mesmo perdendo a final, Guiu foi um dos artilheiros do campeonato, com 4 gols, ao lado de Paris Brunner, Robert Ramsak e do compatriota e blaugrana Lamine Yamal.
Em 24 de outubro de 2023, foi selecionado na lista final de José Lana para representar a seleção espanhola sub-17 na Copa do Mundo FIFA Sub-17 de 2023, na Indonésia. Marcou dois gols na competição.

### Sub-19
Em outubro de 2024, Guiu foi convocado por Paco Gallardo para a Seleção Sub-19, disputando o Torneio Internacional da România. Marcou seu primeiro gol na derrota para a Seleção Alemã, no mesmo torneio.

## Estilo de jogo
O treinador juvenil do Barcelona, Iván Carrasco, descreve Guiu como um "clássico '9', um especialista na área que explora a sua força física". Ele tem um bom jogo de bola alta, ritmo, força e ritmo de trabalho. O especialista em futebol espanhol Guillem Balagué descreveu Guiu como um atacante conhecido por ser "mais eficiente na área".

## Títulos
Chelsea
- Liga Conferência da UEFA: 2024–25[38]
- Mundial de Clubes FIFA: 2025[39]

### Prêmios individuais
- Campeonato Europeu de Futebol Sub-17 de 2023: Chuteira de Ouro (4 gols)[32]
- Campeonato Europeu de Futebol Sub-17 de 2023: Time do campeonato[40]